# Танталусская мартышка
Танталусская мартышка (лат. Chlorocebus tantalus) — вид обезьян семейства мартышковых отряда приматов, один из шести видов рода Зелёные мартышки.

## Классификация
Изначально танталусская мартышка была описана в составе вида гривет (Chlorocebus aethiops). Все виды зелёных мартышек тогда входили в состав рода Cercopithecus. Позже по совокупности морфологических признаков танталусская мартышка была выделена в отдельный вид.
Различают до трёх подвидов танталусской мартышки:
- Chlorocebus tantalus tantalus
- Chlorocebus tantalus budgetti
- Chlorocebus tantalus marrensis

## Описание
Шерсть зеленовато-бурая, на брюхе, бровях и щеках светлая. Кожа на лице, руках и ногах чёрная. Самцы имеют синюю мошонку и красный пенис.

## Распространение
Встречается в Африке на территории Ганы, Судана и Кении.

## Поведение
Представители вида обитают в саваннах, на открытой лесистой местности и горных лугах поблизости от рек. Эти мартышки очень неприхотливы в выборе среды обитания, их можно встретить во вторичных лесах и на лесных опушках, а также в городской среде.